# موتور دادعلی بامری نسب چاه حسن
موتور دادعلی بامری نسب چاه حسن یک منطقهٔ مسکونی در ایران است که در دهستان جازموریان واقع شده‌است. موتور دادعلی بامری نسب چاه حسن ۴۱ نفر جمعیت دارد.